# Bootstrailer

Bootstrailer mit Segelboot

Bootstrailer sind spezielle Anhänger zum Transport von Booten auf der Straße. Zu unterscheiden sind sie von Slipwagen ohne Straßenzulassung, mit denen Boote zu Wasser gelassen oder an Land gezogen werden. Einige Bootstrailer sind so konstruiert, dass sie als Slipwagen eingesetzt werden können.

## Aufbau
Der meist einachsige Anhänger nimmt das Boot über hohe Wrangen an beiden Längsseiten auf. Bei Segelbooten müssen Masten abmontiert werden, da sie, beispielsweise in Deutschland, die zulässige Fahrzeughöhe von 4,0 m  und Breite von 2,5 m im öffentlichen Straßenverkehr meist überschreiten würden. Bei einem KFZ oder einem Anhänger, der hinten überstehende Ladung aufweist, ist ein Überstand von 1,5 m zulässig. Auch 3,0 m sind möglich, solange die Wegstrecke unter 100 km liegt. Die Länge des Gespanns darf 20,75 m nicht überschreiten.

## Zulassung
In Deutschland konnten Bootstrailer als Sportanhänger bis 1992 ohne eigenes amtliches Kennzeichen am Straßenverkehr teilnehmen. Es reichte eine Zweitfertigung des Kennzeichens des Zugfahrzeugs am Trailer anzubringen. Seit 1992 wird eine eigene steuerbefreite Zulassung mit einem grünen Kennzeichen verlangt (§ 10 Abs. 1 und 2 Kraftfahrzeugsteuergesetz). Keinesfalls darf ein Sportbootanhänger von Privatpersonen mit grünen Kfz-Kennzeichen in Deutschland auf öffentlichen Straßen, Wegen und Plätzen für andere Zwecke verwendet werden als für den Transport von Sportbooten oder deren Teile. Dies wäre ein Vergehen der Steuerhinterziehung / -Verkürzung (§ 370 Abgabenordnung).
Bei der Zulassung ist sowohl eine allgemeine Betriebserlaubnis ABE als auch ein Prüfbericht nach § 29 Straßenverkehrs-Zulassungs-Ordnung vorzulegen.
Auch der Bootstrailer darf beladen nicht breiter als 2,55 m und höher als 4 m sein. Es gibt gebremste, ungebremste, einachsige oder mehrachsige Ausführungen, je nach der zulässigen Gesamtmasse. Für den BOS- bzw. Feuerwehrbereich gibt es eine spezielle Norm für Bootstrailer (DIN 14962).